# Ouvroir d'x potentiel
L'appellation Ouvroir d'x potentiel (plus communément appelé Ouxpo) désigne un groupe de recherche et de création dont les travaux sont fondés sur le recours à la contrainte volontaire. Chaque ouvroir recherche les contraintes préexistantes dans son domaine et en invente de nouvelles. Le concept a été inventé par François Le Lionnais, cofondateur avec Raymond Queneau, en 1960, du premier de ces ouvroirs : l'Ouvroir de littérature potentielle (Oulipo). Grand érudit, amateur d'art et d'échecs autant que de mathématique et de littérature, Le Lionnais avait imaginé et appelé de ses voeux une déclinaison possible de ce premier ouvroir à tous les domaines de l'art et du savoir.  
Sur le modèle de l'Oulipo, ainsi, chaque ouvroir se consacre à un domaine « X » qui constitue la deuxième syllabe de son acronyme. Le terme « ouvroir », recouvrant anciennement des œuvres de charité mais évoquant aussi l'ouvroir de broderie, a été utilisé pour le rapprochement entre « ouvroir » et « œuvre », sur proposition d'Albert-Marie Schmidt dès la deuxième réunion de l'Oulipo, en remplacement de Sélitex (acronyme de « séminaire de littérature expérimentale »). Le terme « potentiel » est utilisé dans le sens de ce qui est possible, réalisable si l'on suit certaines règles. Tous ces ouvroirs se donnent pour objet d'investigation la création sous contrainte. 
Le terme Ouxpo englobe aujourd'hui de nombreux ouvroirs, plus ou moins officiels et éphémères, dont bien sûr l'Oulipo, mais aussi, parmi les plus anciens, l'Oupeinpo, l'Oubapo, l'Outrapo, etc.

## Historique
Lorsque l'Oulipo est créé en 1960, il est proche du Collège de 'Pataphysique et en devient une « co-commission ». Le groupe est maintenant davantage connu que le Collège lui-même car l'Oulipo, ayant pris son indépendance de l'administration collégiale, n'a pas été touché par l'occultation du Collège de ’Pataphysique. De façon plus générale les oeuvres produites par le groupe ont connu un plus grand retentissement international.
Selon les vœux de François Le Lionnais, à partir du creuset oulipien, d'autres Ouvroirs d'X potentiel se sont formés pour l'ensemble des arts.  La coordination officielle des ouvroirs pour le Collège de 'Pataphysique fut confiée d'abord à François Le Lionnais, puis à Noël Arnaud, et enfin à Milie von Bariter[réf. nécessaire]. Si les premiers ouvroirs ont bien, pour la plupart, été créés au sein du Collège de 'Pataphysique, dans les générations suivantes, nombre d'entre eux sont nés de façon organique sans qu'ils soient rattachés au Collège de 'Pataphysique ni même rattachés publiquement à la sphère des Ouxpo.

## Principaux ouvroirs

### Oulipo
Le premier des Ouxpo est l'Ouvroir de littérature potentielle (Oulipo). Il a été fondé le 24 novembre 1960 par François Le Lionnais et Raymond Queneau et est toujours actif.

### Oulipopo
L'Ouvroir de littérature policière potentielle (Oulipopo), créé le 23 août 1973 (13 phalle 100) à l'instigation de François Le Lionnais, est sans doute le deuxième. Il a été conçu comme un groupe de recherche sur la littérature policière, et se propose « de recenser aussi exhaustivement que possible et de classer rationnellement les situations, les mécanismes et leurs combinaisons exploités par le roman policier d’énigme (Oulipopo analytique), plus largement – cette ambition étant sa vocation première – toutes les situations et les mécanismes potentiels inutilisés, voire inutilisables (Oulipopo synthétique) ».

### Oupeinpo
Après une première tentative en 1964-1966, l'Ouvroir de peinture potentielle a été fondé fin 1980. Son but est d'inventer des formes, des contraintes mathématiques, logiques ou ludiques capables de soutenir le travail des peintres et plus généralement des artistes visuels.

### Outrapo
L'Outrapo, ou Ouvroir de tragécomédie potentielle, consacré à l'interprétation théâtrale, a été fondé le 6 avril 1991 à Londres à l'initiative de Stanley Champman. Il cherche à explorer les possibilités passées, présentes et à venir de l'art scénique.

### Oubapo
L'Oubapo, ou Ouvroir de bande dessinée potentielle, a été fondé le 28 octobre 1992. Il a publié six volumes collectifs intitulés Oupus aux éditions L'Association, dont le premier présente une classification des contraintes applicables à la bande dessinée. L'un de ses membres, Étienne Lecroart, a également été coopté à l'Oulipo en 2012.

### Ouphopo
L'Ouvroir de photographie potentielle, généralement désigné par son acronyme Ouphopo, est un groupe d'artistes et d'écrivains créé en 1995 cherchant à promouvoir la « 'pataphysique de la photographie ». Il a défini une table précise des contraintes applicables à ce domaine, et établi un longue liste de « plagiaires par anticipation »

### Oudropo
L'Ouvroir de Droit potentiel a été créé dans le cadre d'un séminaire doctoral à l'université Paris 1 Panthéon-Sorbonne en 2013, a donné lieu à une anthologie en 2017 (éditions IRJS) et à un site Internet.

### Oumupo
Le premier Oumupo, à la date de fondation inconnue, actif jusqu'en 2008 a publié 6 albums en collaboration avec l'Oubapo.
Le second Oumupo, créé en 2011, a proposé des représentations publiques de 2012 à 2015.

### Outranspo
L'Ouvroir de translation potencial se consacre à la traduction. Il est constitué d'une quinzaine de traducteurs, écrivains, chercheurs, et défend une approche créative et expérimentale de la traduction. Il est actif notamment lors de réunions mensuelles et virtuelles, de performances, de conférences ou d'ateliers de traduction à contrainte, essentiellement en France et aux Etats-Unis. Fondé en 2012 lors d'un colloque de traducteurs à Rochester (États-Unis) par Camille Bloomfield, Rachel Galvin et Pablo Martìn Ruiz, il est véritablement actif depuis octobre 2014 et le colloque « Traduire les littératures à contrainte » qui s'est tenu à l'Université Johns Hopkins à Baltimore.
Le site Internet de l'ouvroir.

### Outypopo
L'Ouvroir de typoésie potentielle a été créé à l'occasion d'une rencontre à l'université Paris Cité en décembre 2023. L'outypopo explore, sous contrainte, le poème et sa dimension visuelle (poésie graphique ou visuelle : spatialisme, lettrisme, poésie concrète, typographie...) et rassemble des artistes et poètes. Chez les outypopotien·nes, la poésie se graphique en jeu de sens et de formes. Le corps du mot : sa typographie / Son double : l’espace. La page Internet de l'ouvroir.

## Quelques autres ouvroirs
- L'Ouhispo (histoire) en 1993 ;
- L'Oucipo (cinéma) le 13 juillet 1997 ;
- L'Ou'inpo (informatique) en 1997 ;
- L'Oumapo (marionnettes) ;
- L'Oucatapo (catastrophe) en 1998 ;
- L'Oupypo (pygologie) en 1999 ;
- L'Ouarchpo (architecture) en 2001 ;
- L'Oupolpot (politique) en 2001 ;
- L'Oujapo (jardinage) en 2004 ;
- L'Ourapo (radiophonie) en 2004 ;
- L'Ousonmupo (sonore et musical) en 2007 ;
- L'Oucarpo (cartographie) en 2018.

L'Oumupo (musique), l'Oucipo (cinématographie) et l'Oucuipo (cuisine) sont créés très tôt mais les dates sont imprécises et sans doute ces ouvroirs ont-ils eu des naissances multiples. En fait, plusieurs Oumupo semblent coexister. D'autre part, un Oucinépo (Cinéma) a évolué en Ouvroir de cinématographie potentielle, prenant de ce fait une « x » féminine et n'utilisant qu'une seule syllabe par mot, comme tout Ou-X-Po (mis à part les exceptions).

### Autre
- Dans À livres ouverts, Georges Didi-Huberman compare la Bibliothèque de l'Institut National d'Histoire de l'Art à un ouvroir d'histoires de l'art potentiel.Georges Didi-Huberman, À livres ouvert, Paris, Institut national d'histoire de l'art, 2017, 48 p., p. 8 :« Une nouvelle bibliothèque d'histoire de l'art serait donc, à strictement parler, un ouvroir d'histoires de l'art potentielles (il faut évidemment écrire « histoires de l'art » au pluriel, puisque qui dit potentialité dit aussi multiplicité des possibles.) »